# Lijevo Željezno
Lijevo Željezno – wieś w Chorwacji, w żupanii sisacko-moslawińskiej, w gminie Martinska Ves. W 2011 roku liczyła 9 mieszkańców.